# دره نرویا
دره نِروِیا (انگلیسی: The Valley of the Nervia) تابلوی نقاشی رنگ روغن مربوط سال ۱۸۸۴ از نقاش فرانسوی، کلود مونه است. این اثر هنری امروزه در موزه متروپولیتن نیویورک.